# Рурска литературна награда
„Рурската литературна награда“ (на немски: Literaturpreis Ruhr) се присъжда ежегодно след 1986 г. от регионалния съюз на Рурската област.
Удостояват се автори, „чиито творби имат отношение към действителността в Рурската област“.
Главната награда възлиза на 10 000 €, а двете поощрителни награди са на стойност всяка по 2555 €.

## Носители на наградата (подбор)
- Макс фон дер Грюн (1988)
- Ралф Ротман (1996)
- Барбара Кьолер (1999)
- Бригите Кронауер (2001)
- Марион Пошман (2005), Симон Урбан (пооощрение)
- Николас Борн (2007)